# Islas Turneffe
Las islas Turneffe (en inglés: Turneffe Islands) son un grupo de pequeñas islas coralinas que se encuentran en el mar Caribe al sureste de Cayo Ambergris y Cayo Caulker, en Belice, en la región de Centroamérica, a unos 40 km aproximadamente de la ciudad más grande del país: Ciudad de Belice. Se considera a las islas como la barrera de coral más grande del hemisferio occidental, poseyendo una superficie aproximada de 135 hectáreas (1,35 km²).

## Características
En realidad se trata de un atolón con una serie de más de 150 islas, cayos e islotes, con hermosas playas de arena blanca y aguas de azules turquesa, y una laguna central bordeada por manglares de este grupo de pequeñas islas. Abundan los cocotales, la pesca y el buceo son actividades de importancia.